# カクテル王子
『カクテル王子（カクテルプリンス）』は、ギークスが企画・開発しgumiより配信されたスマートフォン用ゲームアプリ。略称は『カクプリ』。
2017年7月24日サービス開始。ジャンルは女性向けシミュレーションゲーム。基本プレイ無料（アイテム課金制）。
2018年7月24日をもってサービス終了。

## 概要
ニート同然だった主人公が、祖父の経営するバーでカクテルが擬人化されたバーテンダーと共に店を経営する女性向け経営シミュレーションゲーム。

## 登場人物

### 一覧
| カクテル                       | 酒類                   | 国籍           |
| トム・コリンズ                 | ジン                   | 英国           |
| ムーラン・ルージュ             | スロー・ジン           | フランス       |
| ソルティ・ドッグ               | ウォッカ               | 英国           |
| テキーラ・サンライズ           | テキーラ               | メキシコ       |
| エメラルドミスト               | ドランブイ             | スコットランド |
| マティーニ                     | ジン                   | イタリア       |
| マンハッタン                   | ライ・ウイスキー       | 米国           |
| キス・イン・ザ・ダーク         | ドライ・ジン           | 米国           |
| ピンク・レディ                 | ジン                   | 英国           |
| ホワイト・レディ               | ドライ・ジン           | 英国           |
| ブルームーン                   | ジン                   | 日本           |
| ギムレット                     | ジン                   | 英国           |
| ジャック・ローズ               | カルヴァドス           | フランス       |
| ベリーニ                       | ワイン                 | イタリア       |
| アメリカン・レモネード         | ワイン                 | 米国           |
| カイピリーニャ／カイピロスカ   | カシャッサ／ウォッカ   | ブラジル       |
| ミスティアロワイヤル           | マスカット・リキュール | フランス       |
| ダーティーマザー               | ブランデー             | イタリア       |
| スクリュードライバー           | ウォッカ               | 米国           |
| アドニス                       | シェリー (ワイン)      | 米国           |
| セブンス・ヘヴン               | ドライ・ジン           | 英国           |
| グラスホッパー                 | クリーム・デ・メント   | フランス       |
| カミカゼ                       | ウォッカ               | 日本           |
| サイドカー                     | コニャック             | フランス       |
| ロングアイランド・アイスティー | ウォッカ               | 米国           |
| ミモザ                         | シャンパン             | フランス       |
| アレキサンダー                 | ブランデー             | 英国           |
| オールドパル                   | ウイスキー             | 米国           |
| ジンフィズ                     | ジン                   | 米国           |
| アラスカ                       | ジン                   | 米国           |

### カクテル
ミモザ以降の7人は新規に追加されたキャラクター。
女性名で、女の服や靴を着て、髪が長く女性のようにしか見えない人物や、女言葉や女性的な性格のカクテルもいるが、女性の声優が声を担当していても全て男性キャラクターである。
トム・コリンズ
声 - 近藤隆
ジンベースのカクテルで、円筒形のコリンズグラスを使用。冷たいタイプのロングドリンク。
完全無欠のパーフェクト王子（プリンス）。プラチナブロンドの髪。趣味は乗馬で普段も乗馬ブーツを愛用。茶革の手袋で紅茶を飲む。
5ヶ国語の会話が可能。大体のことは上手くこなす努力型。178cm。アイドル。
ムーラン・ルージュ
声 - 諏訪部順一
スロー・ジンにスイート・ベルモットを加え、ごく少量のオレンジ・ビターズを足し、シェイクしてカクテル・グラスに注ぐ。スロー・ジンの赤い色とさわやかな香りの魅惑的なカクテル。
湧き出るフェロモンの泉。パステルピンクの髪にボルドーのシャツ。手に薔薇を持つ。
天然のタラシ気質で、女性からも非常にモテる。182cm。同じくアイドル。
ソルティ・ドッグ
声 - 榎木淳弥
塩でスノースタイルにしたタンブラーに氷を入れ、ピナクルウォッカとグレープフルーツジュースを注ぎ、軽くかき混ぜる。
人懐っこい無邪気男子。驚いたり笑ったり表情が豊か。
懐っこく、頭をなでられるのが好き。175cm。トリマー。
テキーラ・サンライズ
声 - 島﨑信長
氷を入れたグラスに、テキーラとオレンジジュースを注ぎ、グレナデンシロップを注ぐ。
燃えるスポーツお兄さん。笑うと健康的な白い歯が輝く。
声がでかく体を動かすことが大好き。177cm。インストラクター。
エメラルドミスト
声 - 古川慎
ドランブイとブルーキュラソーでつくった、色合いの美しいロングドリンク。ロックグラスにクラッシュドアイスを詰めると、グラスの表面が冷えて霧で覆われたようになることからつけられた名前。
冷徹な鬼畜眼鏡。青緑のロングヘアー。
ラジオ鑑賞が趣味。軍服や鞭を持った刑務官の格好が好き。178cm。塾講師でチョーク片手に黒板に数式を書きまくる。
マティーニ
声 - 江口拓也
ジン3に対してベルモット1が一般的で、これよりジンが多い場合はドライ・マティーニと呼ばれることが多い。
俺様こそ正義な絶対神。首に二つネックレスをしている。
ある意味、裏表がなく素直。人に言えない特技がある。チェスが得意。177cm。
マンハッタン
声 - 沢城千春
ライ・ウイスキーとスイートベルモットにアンゴスチュラビターズを数滴垂らし、マドラーでゆっくり混ぜたのち冷やしたカクテルグラスに注ぐ。砂糖漬けのレッドチェリーは口直しに食する。
最強のオネエ男子。髪に紫のメッシュを入れている。
バーでの接客は神級。男女問わず心をつかんで離さない。バイク乗りで、大型クルーザーも所有。172cm。ダンサー。
キス・イン・ザ・ダーク
声 - 佐藤拓也
等量のドライ・ジン、ベルモット・ヒーリングチェリー、ビーフィータージンをシェークして、カクテルグラスに注ぐ。
大人の魅力は危険な香り。眼鏡をかけている。
スーツや小物には一家言を持っており、大人の色気が漂うおじさま。週末にはベイエリアのバーで葉巻を嗜む。183cm。デイトレーダー。
祭りで太鼓を叩いていたり、着物で羽根つきをしたり和装も似合う。
ピンク・レディ
声 - 田村睦心
ジンベースのカクテルで、グレナデン・シロップと卵白を使うため、ピンク色に見える。カクテル・グラスに注がれるショートドリンク。
おしゃれ大好きカクテル王女（プリンセス）。
女性より美意識が高い男の娘。長い黒髪を背中のあたりまで垂らしている。カクテルドレスやチアガール衣装、ミニスカート、傘、長靴、バッグなど、どれもみなピンクである。
恋愛対象は女性のようで、主人公のヒロインにかなり好意的。「お揃いの服が着たい」と彼女をデートに誘ったりする。サイバーアイドル。
ホワイト・レディ
声 - 花倉洸幸
ドライ・ジンとホワイト・キュラソーにレモン・ジュースをカクテル・グラスに注ぐショートドリンク。
気まぐれ小悪魔系ぶりっ子。白銀の髪に紫のレディース衣装が映える。
白のノースリーブやワンピースやレギンスを着たり、ハイヒールやロングブーツなど女物を履くのは「似合うから」という、自分の魅力をよくわかっている中性的な王子。アパレル店員。
ホワイトデーには白のスーツで男装する。
ブルームーン
声 - 三宅貴大
ジンベースで、レモンジュース、クレーム・ド・バイオレットからなるカクテル。
穏やかで優しい菩薩系青年。青紫の和装が似合う。
着物を着て扇子を持つ。実は壮絶な過去があるらしい。187cmとかなりの長身。小説家。
ギムレット
声 - 広瀬裕也
ジン3にライム・ジュース1の割合でシェイカーに入れ、シェイクしカクテル・グラスに注ぐ。
みんなのお母さん。カラーシャツ、セーター、マフラー、自室の壁や家具などみな水色。
いつもニコニコして優しいが、口うるさい健康マニア。しかし致命的な料理下手。175cm。アイドル。
ジャック・ローズ
声 - 五十嵐雅
カルヴァドス（アップル・ブランデー）、ライム・ジュース、グレナディン・シロップからなるカクテル。割合は2：1：1。
おっとり動物愛好家。燃えるような赤髪で朱色の椀や箸を愛用、トップスのインナーや着物も朱色。
温和な性格だが、少し臆病で人見知り。生き物が好きで犬3匹、猫2匹に文鳥1羽を買う。野鳥のヤマガラもマニキュアをした指に飛んでくる。トリマー。
ベリーニ
声 - 峰岸佳
ワイングラスにスプマンテ・プロセッコを注ぎ、桃のピューレを加えて軽くステアする。
自由を愛するニートの絵描き。いつも眠そうにしている。
生活能力がまるで無く、誰かに世話されて初めて生き延びることができる。養ってとお願いするのだけはいつも本気。油彩画家。
アメリカン・レモネード
声 - 森久保祥太郎
レモネードを作っておき、その上に赤ワインをフロートさせる。
合コン大好きバンドマン。
人見知りはせず社交性は高い。しかし本当に好きな女の子の前では、赤面し無言になる。
カイピリーニャ
声 - 村瀬歩
カシャッサをベースとして作られるブラジルを代表するカクテル。
毒舌寡黙な兄。
兄弟はお互いに相手のことが一番大事。145cmと最も小柄。パフォーマー。
カイピロスカ
声 - 村瀬歩（二役）
カシャッサの代わりにウォッカを使ったカクテル。
穏やかで礼儀正しい弟。
兄とそっくりだが、髪の毛が若干淡い色。身長・職業は兄と同じ。
ミスティアロワイヤル
声 - 増田俊樹
マスカット・リキュールとシャンパンをフルートグラスに注ぎ、軽くかき混ぜる。
のんびり猫好き読書家。
夜の地下道・冬の朝・コーヒーの香りが好き。地域猫を可愛がる。
ダーティーマザー
声 - 緑川光
ロックグラスにブランデーを注ぎ、そこにコーヒー・リキュールを注いでステアする。
寡黙でクールな女顔の王子。
きれいな長髪でブーツを履き、女性的な表情や仕草なので、黙っていると女性に見える。健啖家で食べ歩きが大好き。
やや抜けたところがあり、人の言うことを素直に聞き入れてしまう節がある。 食材管理にはうるさく、手品のように食べ物が消えていく。音楽家。
スクリュードライバー
声 - 手塚ヒロミチ
ウォッカをベースとするカクテルの一つ。ウォッカは無味に近いので、アルコール度数の変更が容易なカクテルとして有名。
頼れる筋肉兄貴。
大雑把で声がデカく、バーにいると店内が一瞬にして居酒屋と化す。192cmと長身。猟師。
アドニス
声 - 浜添伸也
ドライ・シェリー2にスイートベルモット1の割合で、オレンジビターズ数滴をステアしてカクテル・グラスに注ぐ。香り付けのオレンジの果皮を添える場合もある。アペリティフとしても人気が高い。
好きになったら一途の演劇人。
真面目で頭が良いが自分に自信が持てない。声優。
セブンス・ヘヴン
声 - 山下大輝
ドライ・ジン3とデュポネ2の割合で、アンゴスチェラ・ビターズ1滴をシェークする。ミント・チェリーにカクテルピンを刺して飾る
自称・前世は魔界の王子。
フード付きのケープを纏う。「鮮烈な戦慄の旋律を奏でる」「闇と共に生きる孤高の存在」など独特の表現をする。
グラスホッパー
声 - 奈良岡快
クリーム・デ・メント・カカオリキュール・生クリームを等量シェークして、カクテル・グラスに注ぐ。甘口のカクテルなので、食後のデザートがわりにもなる。
二次元に生きる同人男子。
ネットの大型掲示板や同人サークルを主戦場とし、リアルな三次元は苦手。魔法少女マニア。同人作家。
カミカゼ
声 - 前野智昭
ウォッカ・ホワイトキュラソー・ライムジュースを等量、シェイクして氷を入れたロック・グラスに注ぐ。
体育会系に見せかけた理系。
料理が得意。言動がぶっきらぼうなため気難しい人に見られがちだが、実際はただのシャイ。
サイドカー
声 - 下野紘
レミーマルタンコニャック2にホワイトキュラソー1・レモン・ジュース1の割合で、シェイクしてカクテル・グラスに注ぐ。酒に弱い女性でも飲みやすい。側車付き2輪車（サイドカー）が側車側に乗っている同乗者は女性が多い事に由来。
アーティスト気質な隠れ甘えん坊。
全キャラで最強酒豪。携帯型のレトロゲーム機が好き。
ロングアイランド・アイスティー
声 - 三浦祥朗
紅茶を一滴も使わずに、見た目および味を紅茶に近づけたロングドリンク。ピナクルウオツカをベースに、ビーフィータージン・テキーラ・ドライジンを等量グラスに入れ、レモンジュースとコーラで色合いを調節、ステアする。飲みやすいが、実際はかなりアルコール度数が高い。このため、レディキラーという異名をもつ。
やわらかマッドサイエンティスト。
解剖が趣味。人より研究心が旺盛すぎて、実験や薬品の調合の失敗などにより様々な人に迷惑をかけている。
ミモザ
声 - 置鮎龍太郎
シャンパンとオレンジジュースを等量グラスに注ぎ、軽くかき混ぜる。鮮やかな黄色のミモザの花に似ているところから、この名前で呼ばれるようになった。
微笑みの裏に潜む影。
優しそうにみえるが、損得勘定で判断しためらいなく決断を下す。
アレキサンダー
声 - 関智一
ブランデー2・カカオリキュール1・生クリーム1の割合で十分にシェ－クし、カクテル・グラスに注ぐ。
完全無欠のパーフェクト帝王（キング）。
あまり人を疑わないので、冗談が通じない。自分にも他人にも厳しく、礼儀を重んじる。
オールドパル
声 - 小西克幸
ウイスキー・ドライベルモット・カンパリを等量、ステアしてカクテル・グラスに注ぐ。
ピーカンハッピー楽天家。
底抜けに明るく、ボケとツッコミを兼任。占い師。
ジンフィズ
声 - 田村清准
ビーフィータージン2・レモンジュース1の割合に砂糖を加えてシェークし、タンブラーに注いでソーダを加える。フィズはソーダの炭酸ガスがはじける音。
純情甘党な硬派。
素直になれずつい憎まれ口を叩いてしまう、俗にいうツンデレ。バイク便配達員。
アラスカ
声 - 高畑空良
ジン3にシャルトリューズ・ジョーヌ1の割合でシェークして、カクテルグラスに注ぐ。数あるカクテルの中でも、きわめてアルコール度数が高い。
省エネクールな美少年。
ご利益があるならと常に大量のお守りを持ち歩いている。「温泉巡りしよう」と誘ってくる。
おじいちゃん
声 - 杉田智和
主人公（ヒロイン）の祖父。
普段は非常にお茶目で優しいが、ここぞという時は鬼の様に厳しくなる。
ジェレミー
声 - 黒田崇矢
謎の老紳士。
ロマンスグレーの紳士。碧眼と左目にかかる顔の傷が特徴的。深い愛憎が複雑に入り組み心が支配される。

## 漫画
作画：あずさきな、原作：ギークス株式会社でコミカライズ、『月刊シルフ』2017年2月号（2016年12月22日発売号）から連載された。
- カクテル王子（シルフコミックス、2017年08月21日）ISBN 978-4-04-8932240